# Микелетто, Джованни
Джова́нни Микеле́тто (итал. Giovanni Micheletto; 22 января 1889, Сачиле, Фриули-Венеция-Джулия — 9 сентября 1958, Сачиле, Фриули-Венеция-Джулия) — итальянский шоссейный велогонщик, выступавший на профессиональном уровне в период 1909—1914 годов. Победитель генеральной классификации «Джиро д’Италия», а также таких гонок как «Джиро ди Ломбардия» и «Джиро ди Романья».

## Биография
Джованни Микелетто родился 22 января 1889 года в коммуне Сачиле провинции Порденоне, Италия.
Дебютировал на профессиональном уровне в сезоне 1909 года, выступая за команды Atala-Dunlop и Peugeot-Wolber. Принимал участие во впервые проводившейся гонке «Джиро дель Венето», где занял второе место, уступив только своему соотечественнику Ренато Польяни. Также в этом сезоне впервые принял участие в супервеломногодневке «Джиро д’Италия», но сошёл с дистанции в ходе одного их этапов.
В 1910 году в составе команды Stucchi одержал победу на «Джиро ди Ломбардия», «Джиро ди Романья-Тоскана», «Джиро делла Провинция ди Мантова», финишировал вторым на «Милан — Модена» и «Коппа Бастоджи». Вновь участвовал в «Джиро д’Италия» и сошёл с дистанции.
В 1911 году добавил в послужной список победу на «Джиро ди Романья», выиграл один из этапов в многодневной «Гонке трёх столиц», стал вторым на «Джиро ди Ломбардия» и третьим на «Милан — Модена».
Главную победу в своей спортивной карьере одержал в 1912 году, когда с командой Atala вместе с такими гонщиками как Карло Галетти и Эберардо Павези превзошёл всех соперников в генеральной классификации «Джиро д’Италия», выиграв также первый и восьмой этапы. Кроме того, в этом сезоне занял 15-е место на «Милан — Сан-Ремо».
В 1913 году представлял французскую команду Griffon-Continental, с которой в первый и единственный раз принял участие в «Тур де Франс» — сумел выиграть первый этап, но на третьем сошёл. Помимо этого, был лучшим в гонке «Париж — Менен», отметился выступлением на «Париж — Рубе».
Из-за начавшейся Первой мировой войны вынужден был сравнительно рано в 25 лет завершить карьеру профессионального велогонщика. Впоследствии посвятил себя торговле вином.
Умер 29 сентября 1958 года в Сачиле в возрасте 69 лет.